# Brabham BT50
A Brabham BT50 egy Formula–1-es versenyautó, amelyet a Brabham csapat tervezett és versenyeztetett az 1982-es Formula–1 világbajnokság során. Pilótái Nelson Piquet és Riccardo Patrese voltak.
Az autó már a szezonnyitó során bemutatkozott, de a motoron még kellett fejleszteni, ezért átmenetileg visszaléptették. Megbízhatóságával gondok voltak, viszont gyors volt, és egyszer győzni is sikerült vele. A jó eredmények elérésében sokat segített a Brabham csapat taktikája, a verseny közbeni tankolás, amelynek köszönhetően autóik könnyebbek voltak, így a hátsó traktusból is egyszerűbben törhettek előre.

## Áttekintés
.Már 1979-ben felmerült, hogy a BMW beszállna a Formula–1-be. Akkoriban Niki Lauda volt a csapat vezérpilótája, és neki nagyon elege lett az Alfa Romeo-motorokkal hajtott BT48-asból. Titokban tárgyalásokat kezdeményezett a McLarennel, hogy hozzájuk csatlakozna, amennyiben a BMW adná az erőforrásokat. A Brabhamnek is kezdett elege lenni az Alfa Romeóból, különösen miután a saját gyári istállójukat is benevezték.
Végülis Lauda nem igazolt a McLarenhez (ekkor még), és váratlanul vissza is vonult a kanadai nagydíj után, a Brabham és a BMW pedig közeledni kezdtek egymáshoz. A csapat a Ford-Cosworth DFV erőforrásokra váltott ekkor vissza, a csapat tulajdonosa, Bernie Ecclestone pedig úgy vélte, hogy csak turbómotorokkal lehetnek hosszabb távon eredményesek.
A BMW által fejlesztett M12 kódjelű erőforrás nem teljesen új építésű volt, a Formula–2-ben már használtak egy motort, amely kiindulási alap volt. A tesztek 1980 végén, egy módosított BT49-essel kezdődtek, ezalatt Gordon Murray nekilátott megtervezni a BT50-est. 1981 közepére készen is lettek vele, és pár elemet megtartottak a régi autóról. A felfüggesztés kettős keresztlengőkaros lett, vonórudas kivitelben. A váltó maradt ugyanaz a Hewland/Alfa, amelyet már 1976 óta használtak, ezzel azonban problémák voltak, mert a BMW motorja másabb kivitelű és erősebb is volt. A tengelytáv megnőtt, az üzemanyagtank pedig 180 literesre bővült. Összességében nehezebb is lett a kasztni. Az egyik első autó volt a sportágban, amely képes volt telemetria-adatokat gyűjteni.
Az új autó először az 1981-es brit nagydíjon bukkant fel, ahol Piquet vezethette a szabadedzésen. Ekkor az autó lassabbnak bizonyult, mint a BT49-es, de csak köridők tekintetében: az egyenesbeli tempója ígéretes volt, habár nehezen lehetett kezelni. Piquet ezt követően is intenzíven tesztelte az új autót, amely rengeteg meghibásodással járt együtt: a Paul Ricard versenypályán tartott teszt során kilencszer robbantak le.

## Versenyben
A szezonnyitó dél-afrikai versenyen abban bízott a csapat, hogy a nagyobb tengerszint feletti magasság kedvezni fog nekik. Az időmérő edzésen valóban taroltak a turbómotoros autók, Piquet pedig második helyre kvalifikált, Patrese negyediknek. A futam aztán rémesen alakult: Piquet már a rajtnál beragadt, visszaesett a tizenharmadik helyre és nem sokkal később ki is esett. Patrese tartani tudta a negyedik helyet, míg aztán a turbó meghibásodása miatt ki kellett állnia. Mivel úgy tűnt, hogy a motor még mindig nincs teljesen kész, Ecclestone úgy döntött, hogy a soron következő brazil nagydíjra az előző évi autókkal mennek. Piquet azt a futamot meg is nyerte, viszont utólag kizárták az elhíresült "vízhűtéses fék" botránnyal összefüggésben (a szívómotoros csapatok az autók tömegével trükköztek különféle módokon, hogy legyen esélyük a turbók ellen). Long Beach-en is azzal az autóval mentek, Imolát pedig a Brabham is bojkottálta a FISA-FOCA háború miatt.
A BMW egyáltalán nem örült annak, hogy a csapat nem használja a motorjaikat és azzal fenyegetőztek, hogy kiszállnak. Emiatt a Brabham már Belgiumban a BT50-essel versenyzett. Az eredmény pocsék volt: az időmérőn is lemaradtak, a futamon Piquet három kört kapott a győztestől (de két pontot így is szerzett az elért ötödik helyével), Patrese pedig kiesett. Ecclestone kompromisszumot kötött a gyárral: Piquet az új autóval versenyez, Patrese azonban egy darabig még a BT49-essel. Patrese meg is nyerte a monacói nagydíjat, a több mint két másodperccel lassabb Piquet viszont kiesett a váltó hibája miatt. Detroitban még rosszabbul járt: az első időmérő edzésen lerobbant az autója, a tartalékautó pedig nem működött rendesen. A második időmérő ráadásul vizes pályán zajlott, így senki nem tudott javítani - emiatt Piquet nem kvalifikált a futamra.
Kanadától már komolyan felmerült, hogy egy BT49-es álljon tartalékként a részére is, de erre nem került sor. Sőt, a BT50-es megtáltosodott, köszönhetően a hűvösebb időjárásnak és a BMW mérnökeinek is, és Piquet szenzációs versenyzéssel megnyerte a versenyt. Ez kettős győzelem volt, mert Patrese a régi autóval második lett. Ez volt a BMW első győzelme a sportágban. Hollandiában már mindketten az új autót használták, és bár Patrese csak tizenötödik lett, Piquet második.
A brit nagydíjtól kezdve a csapat új stratégiát eszelt ki: a verseny közbeni tankolást. Ennek lényege forradalmi volt: a könnyebb autóval és lágyabb abroncsokkal megkezdett futamon hamar előretörtek és kiépíthettek akkora előnyt, amely egy verseny közben történő üzemanyagtankolással is jókora volt. Ráadásul a pilóták nagyobb turbónyomást is használhattak emiatt, tudván, hogy úgyis meg lesznek majd tankolva. A stratégia buktatója a rossz megbízhatóság volt, ezért nem tudták teljes körűen kihasználni. Sorozatban négyszer is kettős kiesést könyvelhettek el, majd a svájci nagydíjon kettős pontszerzésük volt. Ezt követően aztán a szezon utolsó két futamát újabb kettős kiesésekkel zárták.
A csapat konstruktőri ötödikként zárta az idént, Piquet az egyéni bajnokságban tizedik, Patrese tizenegyedik lett (úgy, hogy mindössze 2 pontot szerzett az új autóval). Mégsem volt teljesen haszontalan az idény, mert mindkét fél fontos tapasztalatokat szerzett, amelynek már a következő idényben jó hasznát vették.

## Eredmények
(félkövérrel jelölve a pole pozíció; dőlt betűvel a leggyorsabb kör)
| Év   | Csapat                  | Motor      | Gumik | Pilóták          | 1   | 2   | 3   | 4   | 5   | 6   | 7   | 8   | 9   | 10  | 11  | 12  | 13  | 14  | 15  | 16  | Pontok | Helyezés |
| ---- | ----------------------- | ---------- | ----- | ---------------- | --- | --- | --- | --- | --- | --- | --- | --- | --- | --- | --- | --- | --- | --- | --- | --- | ------ | -------- |
| 1982 | Parmalat Racing Brabham | BMW M12/13 | G     |                  | RSA | BRA | USW | SMR | BEL | MON | DET | CAN | NED | GBR | FRA | GER | AUT | SUI | ITA | CPL | 41*    | 5.       |
| 1982 | Parmalat Racing Brabham | BMW M12/13 | G     | Nelson Piquet    | KI  |     |     |     | 5   | KI  | NK  | 1   | 2   | KI  | KI  | KI  | KI  | 4   | KI  | KI  | 41*    | 5.       |
| 1982 | Parmalat Racing Brabham | BMW M12/13 | G     | Riccardo Patrese | KI  |     |     |     | KI  |     |     |     | 15  | KI  | KI  | KI  | KI  | 5   | KI  | KI  | 41*    | 5.       |

* 19 pontot gyűjtöttek a BT49-essel

## Fordítás
- Ez a szócikk részben vagy egészben  a   Brabham BT50 című angol Wikipédia-szócikk ezen változatának fordításán alapul.  Az eredeti cikk szerkesztőit annak laptörténete sorolja fel. Ez a jelzés csupán a megfogalmazás eredetét és a szerzői jogokat jelzi, nem szolgál a cikkben szereplő információk forrásmegjelöléseként.| - m - v - sz Motor Racing Developments | - m - v - sz Motor Racing Developments                                                                                                                                                                                      |
| -------------------------------------- | --- |
| Alapító                                | Jack Brabham \| Ron Tauranac |
| Személyek                              | Bernie Ecclestone \| Gordon Murray \| Herbie Blash \| Sergio Rinland \| Colin Seeley \| Dave Stubbs \| Charlie Whiting |
| Világbajnok versenyzők                 | Jack Brabham \| Denny Hulme \| Nelson Piquet |
| Egyéni világbajnok címek               | 1966 \| 1967 \| 1981 \| 1983 |
| Konstruktőri világbajnok címek         | 1966 \| 1967 |
| Formula–1-es autók                     | BT3 \| BT7 \| BT11 \| BT19 \| BT20 \| BT22 \| BT24 \| BT26 \| BT33 \| BT34 \| BT37 \| BT39 \| BT42 \| BT44 \| BT45 \| BT46 \| BT47 \| BT48 \| BT49 \| BT50 \| BT52 \| BT53 \| BT54 \| BT55 \| BT56 \| BT58 \| BT59 \| BT60Y || - m - v - sz « előző Autók az 1982-es Formula–1 világbajnokságban következő » | - m - v - sz « előző Autók az 1982-es Formula–1 világbajnokságban következő » |
| --- | ----------------------------------------------------------------------------- |
| - Alfa Romeo 179D - Alfa Romeo 182/182B - Arrows A4 - Arrows A5 - ATS D5 - Brabham BT49D - Brabham BT50 - Ensign N180B - Ensign N181 - Ferrari 126C2 - Fittipaldi F8D - Fittipaldi F9 - Ligier JS17/JS17B - Ligier JS19 - Lotus 87B - Lotus 91 - March 821 - McLaren MP4/1B - Osella FA1C - Osella FA1D - Renault RE30B - Theodore TY01 - Theodore TY02 - Toleman TG181B/TG181C - Toleman TG183 - Tyrrell 011 - Williams FW07C - Williams FW08 |                                                                               |  -  Formula–1-portál 

• összefoglaló, színes tartalomajánló lap